# IC 2530
IC 2530 је лентикуларна галаксија у сазвјежђу Мали лав која се налази на листи објеката дубоког неба у Индекс каталогу.
Деклинација објекта је + 37° 12' 16" а ректасцензија 10h 1m 31,0s. Привидна величина (магнитуда) објекта IC 2530 износи 14,3 а фотографска магнитуда 15,3. IC 2530 је још познат и под ознакама MCG 6-22-53, CGCG 182-59, NPM1G +37.0245, PGC 29019.